# Discografie van Chet Baker
Hieronder volgt de discografie van de Amerikaanse jazz-trompettist en zanger Chet Baker. Zijn meest productieve periode was wellicht in de jaren vijftig, toen hij opnam voor het platenlabel Pacific Records. 

## Discografie

### Pacific Jazz
- Quartet Live, Vol. 1: This Time the Dream's on Me (1953)
- Quartet Live, Vol. 2: Out of Nowhere (1954)
- Quartet Live, Vol. 3: My Old Flame (1954)
- West Coast Live - met Stan Getz (1953-54 [1997])
- The Chet Baker Quartet (1953)
- Chet Baker Quartet featuring Russ Freeman (1953)
- Grey December (1953)
- Chet Baker Sextet (1954)
- Jazz at Ann Arbor (1954)
- The Trumpet Artistry of Chet Baker (1954)
- Chet Baker Sings (1954)
- Chet Baker Sings and Plays - met Bud Shank, Russ Freeman & Strings (1955)
- Chet Baker in Europe (1955)
- Chet Baker & Crew (1956)
- Chet Baker Big Band (1956)
- The Route - met Art Pepper (1956)
- Playboys (1956)
- Quartet: Russ Freeman/Chet Baker (1956)
- Embraceable You (1957)
- Pretty/Groovy (World Pacific, 1953-1957 [1958])
- A Taste of Tequila [The Mariachi Brass, met Chet Baker] (World Pacific, 1966)
- Hats Off [The Mariachi Brass, met Chet Baker] (World Pacific, 1966)
- Quietly There (World Pacific, 1966) met the Carmel Strings
- Double-Shot [The Mariachi Brass, met Chet Baker] (World Pacific, 1966)
- Into My Life (World Pacific, 1966) met the Carmel Strings
- In The Mood [The Mariachi Brass, met Chet Baker] (World Pacific, 1966)[1]

### Riverside/Jazzland
- (Chet Baker Sings) It Could Happen to You (1958)
- Chet Baker in New York ook uitgekomen als Polka Dots and Moonbeams (1958)
- Chet Baker Introduces Johnny Pace - met Johnny Pace (1958)
- Chet (1959)
- Chet Baker Plays the Best of Lerner and Loewe (1959)
- Chet Baker in Milan (1959)
- Chet Baker with Fifty Italian Strings (1959)

### Prestige
- Smokin' with the Chet Baker Quintet (1965)
- Groovin' with the Chet Baker Quintet (1965)
- Comin' On with the Chet Baker Quintet (1965)
- Cool Burnin' with the Chet Baker Quintet (1965)
- Boppin' with the Chet Baker Quintet (1965)

### SteepleChase
- Day Break (1979)
- Live in Montmartre, Vol. 2 (1979)
- No Problem (1979)
- Someday My Prince Will Come (1979)
- The Touch of Your Lips (1979)
- This Is Always (1979)
- Diane (1985) met Paul Bley
- When Sunny Gets Blue (1986)

### Enja
- Together (1979)
- Peace (1982)
- Strollin' (1985)
- My Favourite Songs, Vol. 2: Straight from the Heart (1988)
- My Favourite Songs, Vols. 1-2: The Last Great Concert (1988)
- Oh You Crazy Moon (1988)
- Straight from the Heart (1988)

### Circle
- 1980: Just Friends
- 1980: Live at the Subway, Vols. 1 & 2
- 1980: Night Bird
- 1980: Tune Up
- 1980: My Funny Valentine
- 1980: Round Midnight
- 1980: In Your Own Sweet Way
- 1980: Just Friends
- 1980: I Remember You
- 1980: Conception
- 1980: Down
- 1980: It Never Entered My Mind

### Timeless
- Mr. B (1983)
- There'll Never Be Another You (1985)
- As Time Goes By (1986)
- Farewell (1988)
- Cool Cat (1989) - Dit album werd in Nederland opgenomen in drie sessies in de periode 17-19 december en is een van de albums uit die sessies.

### Fresh Sound
- With Charlie Parker: Inglewood Jam: Bird and Chet Live at the Trade Winds (1952)
- With Al Haig: Chet Baker: Live at the Trade Winds (1952)
- L.A. Get Together (1953)
- At the Forum Theater (1956)
- Burnin' at Backstreet (1980)
- Live at Fat Tuesday's (1981)

### Andere labels
- Gerry Mulligan Quartet Featuring Chet Baker (Fantasy, 1952)
- Haig '53: The Other Piano-less Quartet (Philology, 1953)
- Chet Baker & Strings (Columbia, 1954)
- Witch Doctor (1953) (Contemporary)
- My Funny Valentine (Philology, 1954)
- In Europe, 1955 (Philology, 1955)
- Koln Concert (RLR, 1955)
- Chet Baker Cools Out (Boplicity, 1956)
- Live in Europe (Accord, 1956)
- Stan Meets Chet - met Stan Getz (Verve, 1958)
- Italian Movies: Music of Piero Umiliani (Liuto, 1962)
- Chet Is Back! (RCA, 1962)
- Somewhere Over the Rainbow (Bluebird, 1962)
- The Most Important Jazz Album of 1964/65 (Roulette Jazz, 1964)
- Brussels 1964 (Landscape, 1964)
- Chet Baker Sings and Plays (Colpix, 1964)
- Stella by Starlight (CMA, 1964)
- Baby Breeze (Limelight Records, 1965)
- Baker's Holiday: Plays & Sings Billie Holiday (Limelight, 1965)
- Live at Pueblo, Colorado (Baker, 1966)
- Albert's House (Beverley Hills, 1969)
- Blood, Chet and Tears (Verve, 1970)
- She Was Too Good to Me (CTI, 1974)
- Once Upon a Summertime (Artists House, 1977)
- The Best Thing for You (A&M, 1977)
- You Can't Go Home Again (Horizon, 1977)
- The Incredible Chet Baker Plays and Sings (Caroselle, 1977)
- At le Dreher (West Wind, 1978)
- Broken Wing (Inner City, 1978)
- Live at Nick's (Criss Cross, 1978)
- Live in Chateauvallon, 1978 (Esoldun, 1978)
- Sings, Plays: Live at the Keystone Korner (High Note, 1978)
- Two a Day (All Life Records, 1978)
- 79 (Celluloid, 1979)
- Ballads for Two (Sandra, 1979)
- Chet Baker with Wolfgang Lackerschmid (Inakustik, 1979)
- With Special Guests (featuring Coryell, Williams & Williams) (Inakustik, 1979)
- Chet Baker & Steve Houben (52e Rue Est, 1980)
- Chet Baker and the Boto Brazilian Quartet (Dreyfus, 1980)
- Live at the Paris Festival (DIW, 1981)
- Live in Paris (Norma, 1981)
- In Concert (India Navigation, 1982)
- Out of Nowhere (Milestone, 1982)
- Studio Trieste (CTI, 1982)
- Club 21 Paris, Vol. 1 (Philology, 1983)
- Live at New Morning (Marshmallow, 1983)
- Live in Sweden with Åke Johansson Trio (Dragon, 1983)
- Live in London (Ubuntu Music, 1983)
- Mister B (1983)
- September Song (Marshmallow, 1983)
- Star Eyes (Marshmallow, 1983)
- The Improviser (Cadence Jazz, 1983)
- Line for Lyons (Sonet, 1983) met Stan Getz
- At Capolinea (Red, 1984)
- Blues for a Reason (Criss Cross, 1984)
- Chet Baker Plays Vladimir Cosma (Carrere, 1985)
- Candy (Sonet, 1985)
- Chet Baker in Bologna (Dreyfus, 1985)
- Chet's Choice (Criss Cross, 1985)
- Hazy Hugs (Limetree, 1985)
- Live from the Moonlight (Philology, 1985)
- Misty (IRD, 1985)
- My Foolish Heart (IRD, 1985)
- Sings Again (Bellaphon, 1985)
- Symphonically (Soul Note, 1985)
- Time After Time (IRD, 1985)
- Tune Up (Westwind, 1985)
- Chet Baker Featuring Van Morrison Live at Ronnie Scott's (DRG, 1986)
- Live at Ronnie Scott's (Drg, 1986)
- A Night at the Shalimar (Philology, 1987)
- Chet Baker in Tokyo (Evidence, 1987)
- Chet Baker Sings and Plays from the Film "Let's Get Lost" (Jive/Novus, 1987)
- Four: Live in Tokyo, vol. 2 (Paddle Wheel, 1987)
- Memories: Chet Baker in Tokyo (Paddle Wheel, 1987)
- Silent Nights: A Christmas Jazz Album (Rounder, 1987)
- Welcome back (Westwind, 1987)
- Blåmann! Blåmann! (Hot Club, 1988), met Jan Erik Vold
- In Memory of (L&R, 1988)
- Little Girl Blue (Philology, 1988)
- The Art of the Ballad (Philology, 1988)
- Chet on Poetry (Novus, 1989)
- Chet Baker in Paris (Verve, 2000)
- L Anthologie définitive (Capitol, 2003)
- Chet Baker & Bill Evans: The Complete Legendary Sessions (2010) (American Jazz Classics)

### Als begeleider
Charlie Haden
- Silence (Soul Note, 1987)

Gerry Mulligan
- Gerry Mulligan Quartet Volume 1 (Pacific Jazz, 1952)
- Lee Konitz Plays with the Gerry Mulligan Quartet (Pacific Jazz, 1953 [1957])
- Gerry Mulligan Quartet Volume 2 (Pacific Jazz, 1953)
- Gene Norman Presents the Original Gerry Mulligan Tentet and Quartet (GNP, 1953 [1997])
- Reunion with Chet Baker (World Pacific, 1957)
- Annie Ross Sings a Song with Mulligan! (World Pacific, 1957) with Annie Ross
- Carnegie Hall Concert (Epic, 1974)

Joe Pass
- A Sign of the Times (World Pacific, 1965)

Fred Raulston
- Would You Believe - Fred Raulston Quartet featuring Martha Burks with Special Guest Chet Baker (Jazz Mark, 1985)

Bud Shank
- California Dreamin' (World Pacific, 1966)
- Michelle (World Pacific, 1966)
- Magical Mystery (World Pacific, 1967)